# ウォッチドッグス レギオン
『ウォッチドッグス レギオン』（英: Watch Dogs: Legion）はユービーアイソフトからウォッチドッグスシリーズ3作目として2020年10月29日に発売されたオープンワールド型クライムアクションゲームである。

## 概要
2019年6月10日（現地時間）にアメリカ・ロサンゼルスで開かれたE3 2019にて発表された、イギリスの首都ロンドンを舞台とした作品である。本作では、戒厳下のロンドンを舞台に、さまざまなキャラクターを使って、レジスタンス活動を行うことになる。シリーズ中では初めてアメリカ以外の土地が舞台となっている。
当初2020年3月6日に発売予定であったが、「プレイヤーの皆様に革新的な技術が実装されている最高のゲームをプレイしていただくため、開発に多くの時間をかけるべきだと考え、延期を決断いたしました。」として、2020年10月29日に延期された。
なお、前作まではユービーアイソフトのモントリオールスタジオが製作していたが、本作ではトロントのスタジオが担当した。

## 特徴
本作は、主人公となる決まったキャラクターが存在しない。そのためプレイヤーは、ザビーネがリストアップしたロンドン市民の中から最初のプレイアブルキャラクターを決める。
本作に登場するロンドン市民は、1人1人がランダムなスキルを持っている。ミッションに合ったスキルを持つ市民をリクルートして、採用ミッションをクリアするとデッドセックメンバーとなり、プレイアブルキャラクターとして使用できるようになる。中にはデッドセックを快く思っていない人物もいるが、その場合はその人物が抱える悩みを一つ解決すると、採用ミッションに移ることができる。警察やアルビオン関係者などの敵対組織の人間もリクルート可能。
「無力化」してしまった相手は「反デットセック」（いわゆる”アンチ”）になるため、採用が困難になる。さらに、死亡・殺害してしまった場合は二度と登場しなくなり、その後死亡させた人物の親族や友人等の関係者がデットセックメンバーを拉致するなど、報復に遭うこともある。逆に、採用候補になっている人物の親族や友人を保護することで、その候補者の好感度を上げ、採用ミッションを省略して採用することも可能。
この上記の特徴から、テイザーなどでは「誰もが主人公になれる！」を売りにしていた。

## ストーリー
前作『ウォッチドッグス2』より13年後の2029年。ロンドンではブルーム社のctOS 3.0が導入され、街の電力・交通機関・監視カメラなどあらゆるインフラが管理されていた。また、AIの技術進化により、市街には無人の自動車が走り、無数のドローンが警備や貨物輸送のために市内を飛び回っている。だが、情報機関「SIRS」により市民の生活は常に監視され、犯罪者や制度に逆らった者は、強権的な治安維持体制を敷く民間軍事企業「アルビオン」によって容赦なく逮捕されていた。そのため、市民のプライバシーは侵害され、市民は独裁的なアルビオンのやり方に不満を抱きつつも、逆らうことができずにいた。そんな中、ハッカー集団「デッドセック」がロンドンの解放のために動いており、市民の間でも支持を得ていた。
ある日、デッドセックの工作員ダルトン・ウルフは、爆弾が仕掛けられているという議事堂に潜入。議事堂内にはデッドセックの装備が大量に配置されており、何者かが議事堂爆破の罪をデッドセックに被せようとしていた。ダルトンは、同じデッドセックメンバーのザビーネ・ブラントとアシスタントAI「バグリー」のサポートを受けながら、議事堂の他にも3か所の施設に爆弾が仕掛けられていることを突き止める。何とかダルトンは議事堂の屋上で爆弾を解除したが、そこに突如ドローンが現れ、謎の人物のホログラムを映し出す。ホログラムの人物は「ゼロディ」と名乗り、議事堂以外の3つの施設を爆破して破壊。ダルトンもドローンの銃撃で殺害する。さらに、同じ頃にデッドセックのセーフハウスが謎の集団に襲われ、ザビーネはバグリーをシャットダウンして逃亡した。
3つの施設で同時多発的に発生した爆破テロは、甚大な被害と大勢の死傷者を出した。アルビオンのCEOナイジェル・キャスは、この爆破テロの犯人はデッドセックだと発表した。これにより、デッドセックは一転、市民から敵視される存在となり、アルビオンはデッドセックのメンバーや移民、反抗的な市民を次々と強硬的に取り締まっていった。
セーフハウスの襲撃から逃げ延びて北部に身を隠したザビーネは、ブルーム社のネットワークに侵入し、デッドセックの再起を図るべく生き残ったメンバーを探した。そこでザビーネに呼ばれた工作員（プレイヤーが最初に選択したキャラクター）は、潜伏先からリモートで話す彼女の導きでセーフハウスに向かい、バグリーを再起動。ザビーネと工作員は、デッドセックに爆破テロの罪を被せた「ゼロデイ」の正体を突き止めるため、そしてロンドン市民をSIRSやアルビオンによる体制から解放するために、デッドセックを支持しているロンドン市民を仲間に引き入れ「レジスタンス」を組織していく。

## 登場人物
ロンドン市民（London Civilian）（日本語吹替 - 廣田悠美（女性ボイス１）、他）
本作の肝ともいえる街の各所にいる市民。名前をはじめ上記のスキルや種族（白人、黒人、アジア人などと実に多民族）、職業、性格、人間関係等がランダムで割り振られている。基本はモブであるが、プレイヤーはリクルートを行いながら主人公として操作していく。一方で、職業、好感度によってはデッドセックの敵としても登場する。またボイスも、男女で何種類かボイスパターンが用意されており、年代別にピッチによる高低を付けたうえでランダムで割り振られている。ちなみに、下記のミナ・シドゥといった一部のDLC追加キャラクターにもボイスパターンが採用されている。

### デッドセック・ロンドン
ザビーネ・ブラント（Sabine Brandt）（日本語吹替 - 木下紗華）
デッドセック・ロンドンのリーダーを務める女性。仲間とともに謎のテロ集団（ゼロデイ）の破壊工作を阻止しようとするが、逆に罠にかかってしまい、ダルトンを含むほぼすべての仲間を失い、命からがらロンドンを脱出する。現在は重要指名手配犯であるため、北部で身を隠しており、リモートワークでプレイヤーを導く。
ダルトン・ウルフ（Dalton Wolfe）
プロローグでプレイヤーが操作するデッドセックメンバー。以前はMI-5に所属していた元スパイで、コンピューターにも詳しい。ゼロデイの破壊工作を何としてでも止めようと奮闘するも罠にはまり、ゼロデイがハックしたドローンに射殺された。
バグリー（Bagley）（日本語吹替 - 白川周作）
デッドセック・ロンドンが保有するAI 。プレイヤーたちを音声でサポートする。英国紳士のような丁寧な口調で喋るが、時に皮肉じみたことを話すため、煙たがれることもある。もともとはオプティックに組み込まれたサービスAIで、元の制作者はブロカ・テックのスカイ・ラーセン。その後、ブルームに売り渡され、データセンターから常に情報が配信されている。デッドセックで使われているバグリーは、オリジナルのバグリーのコピーを改良・強化したもの。
アンヘル・ロペス（Angel Lopez）
爆破事件前のデッドセックメンバー。スペイン系移民だったこともありハッカー狩りを免れたが、移民の取り締まりに巻き込まれて行方不明になる。
本編前のストーリーであるDLC「ブラッドライン」ではエイデンの協力者の1人として登場する。

### 権力者
ナイジェル・キャス（Nigel Cass）（日本語吹替 - 斉藤次郎）
民事軍事企業（PMC）「アルビオン」のCEO。爆破事件を受けて、イギリス政府からロンドンの治安を任されている。正義感溢れる人間ではあるものの、周囲の人間に対する強い不信感が根底にあり、その価値観は大きく歪んでいる。敵味方関係なく邪魔し得るものなら自分の願望をかなえるためにどんなに汚い手でも使う残忍な性格。
メアリー・ケリー（Mary Kelley）（日本語吹替 - 定岡小百合）
犯罪組織「クラン・ケリー」のボス。彼女がボスになった途端、敵、友、家族が行方不明になっており、「ブラッディ・メアリー」と呼ばれている。冷酷かつ凶暴な性格の持ち主。ロンドンの犯罪組織の近代化を一代で成し遂げた、と評価されており、自身の能力に絶対の自信を抱いている。
スカイ・ラーセン（Skye Lausen）（日本語吹替 - 鷄冠井美智子）
ブルームと提携しているソフトウェア大手「ブロカ・テック」のCEO。ナイジェルらとは違いダークな噂がなく、AIアシスタント「バグリー」の製作者であるため、気にも止めていなかったが、実際は「ニューラルマッピング」と呼ばれる人の脳をコンピューターのコアやAIに移植する技術を強行していた。
エマ・チャイルド（Emma Child）（日本語吹替 - 宮寺 智子）
SIRSの反テロ対策本部長を務める高官。女性だが男性のような凛々しい喋り口調で喋る。内部告発者のマリクの行方を追っており、デッドセックも「ゼロデイ」に繋がる人物として目星をつけているが、実はデッドセックも知らないある事情の元、マリクを追っている。

### 協力者
ケイトリン・ラウ（Kaitlin Lau）（日本語吹替 - 土井真理）
ロンドン警視庁の警部補。中国系イギリス人の女性。ある事件でクラン・ケリーのボスであるメアリー・ケリーに目を付けており、利害が一致したデッドセックと協力して事に当たる。
ナウト（Nowt）
「無」を意味するエラーコード「404」を名乗るハッカー集団を組織しているホワイトハッカーの女性（ナウトという名前も「無」を意味し、自称の為本名は不明）。最近、表舞台に顔を出さなくなったIT起業家「スカイ・ラーセン」に不審を抱いている。デッドセックについては関心を持っているようで、プレイヤーが接触してきた当初は、映像と声をノイズ加工していたが、オプティックの情報から、相手がデッドセックだと知ると、加工処理をすべて切って会話している。
ヘイミッシュ・ボラージ（Hamish Bolaji）
かつてアルビオンで働いていたコンピュータープログラマー。地元ロンドン生まれの黒人男性。14歳の時にナイジェル・キャスが設立したキャス基金の奨学生に選ばれるほどの秀才で、師であるキャスとの関係は良好だったが、ある事件で仲違いし、追われる身となる。逃亡生活も長いため、かなり用心深く、自分が使っている隠れ家の入り口にブービートラップを仕掛けるほどである。
リチャード・マリク（Richard Malik）
SIRSのアナリスト。ある理由から、内部告発者としてデッドセックに接触を図る。スパイとしての用心深さを待ち合わせているのか、そっけない態度をとり、オプティックを通じてのやり取りでも要点を伝えるとすぐに通話を切るため、デッドセックメンバーからクソ呼ばわりされる。

### その他
エイデン・ピアース（Aiden Pearce）（日本語吹替 - 仲野裕）
モントリオールのスタジオが製作した1作目の主人公。「シカゴのビジランテ」または「フォックス」の名で広く知られている組織に属さないフィクサーで、ハッカー界隈ではかなりの有名人。本作では1作目から16年、2作目から13年という年月が経過していることもあり、55歳という高齢になってしまっているが、ハッカーとしてのスキルと運動神経はほとんど衰えを知らない。DLC適応で登場するようになり、エイデンが活躍するミッションも用意される。国籍はアメリカだが、元々は北アイルランドベルファスト生まれである。声はレンチ同様、個別にキャスティングされており、日本語版でもそれに準じている。1作目の「フォーカス」能力は銃装備時のテイクダウン直後に構えを行うとスローモーション状態になる効果として継承され、任意発動はできない代わりに銃装備時に戦闘状態でも殺傷テイクダウンが可能となる「ガンカタ」の効果を内包している。さらに一部のキャラしか持つことのできないサイレンサーピストルなどの銃器を複数所有している。
レンチ（Wrench）（日本語吹替 - 杉山紀彰）
前作『ウォッチドッグス2』の登場人物で、デッドセック・サンフランシスコの一員。エイデンと同じDLC適応で登場する。破壊工作を得意とするハッカーだが、本作では「元デッドセック・サンフランシスコ」となっていることから、マーカスたちの元を離れて独自活動している。41歳（2作目登場時は28歳）。前作よりもバージョンアップしたフェイスマスクを着けており、本編で加入すると他のメンバーも同じマスクを使用できるようになる。本作では数少ない純粋なアメリカ人である。声はエイデン同様、個別にキャスティングされており、日本語版でもそれに準じている。本作では非殺傷かつ着弾点周辺へのハッキング効果をもたらす武器セット、および専用のカスタム貨物ドローンを所有している。
ミナ・シドゥ（Mina Sidhu）
アップデートにより追加されたDLC適応によるキャラクターの一人。医療大手カルカニ・メディカルが行っていた、オプティックを用いた「OMNIプロジェクト」と呼ばれる研究プロジェクトの被験者の女性で、拒否権ゼロで実験台にされていたが、ある日、実験の過程で超能力に目覚め、その能力で研究員と警備していたアルビオン兵を殺害して、研究所から脱走。逃げている時にバグリーから声をかけられ、半信半疑ながらにデッドセックに誘われる。NPCに憑依したり、衝撃波でダメージを与えたりと、超能力を駆使してミッションを行うことができる（ただしNPC憑依時の行動には制限がある）。声は女性のボイスパターンの一つが固定で割り振られており、ミナ・シドゥとしてのセリフが追加されている。
ダルシー・クラークソン（Darcy Clarkson）
ユービーアイソフトの看板タイトルの一つである『アサシンクリードシリーズ』とのコラボレーションで登場するDLC追加キャラクター。現代に生きるアサシン教団の一人。本作ではアサシン教団は衰退しており、身を隠して生活していたが、国家諜報連絡官でテンプル騎士団の一人であるグレアムに弟ルーカスが攫われたのをきっかけに、デッドセックにコンタクトしてくる。アサシンブレードを用いての暗殺、ARによる変装を得意とするが、銃器は専用の仕込み銃しか使用することができない。加入前はアサシンとしてはスタートラインに立っていなかったのか装備はなく、ミッションで訪れる墓所の最深部でアサシンの装備を手に入れる。ちなみにアサシン教団とデッドセックは、敵対している組織は違うものの、バグリー曰く共通点があるという。ミナ・シドゥ同様、声は女性のボイスパターンの一つが固定で割り振られており、ダルシーとしてのセリフが追加されている。
グレアム・ウェスタリー（Graham Westerly）
ユービーアイソフトの看板タイトルの一つである『アサシンクリードシリーズ』とのコラボレーションで登場する敵キャラクター。表向きは国家諜報連絡官をしている男だが、その正体はアサシン教団と敵対しているテンプル騎士団の一人。ダルシーの弟ルーカスを誘拐した張本人で、アサシンの墓所を探している。
ストームジー（Stormzy）
コラボレーションで登場する地元ロンドンのクロイドン区出身の実在のラッパー。ナウトを通じてデッドセックに仕事を依頼してくる。ミッションでは、ライブ配信という形で「RAINFALL」を歌う。またそれに加え、数曲がポッドキャストから流れるBGMとして採用されている。
シニード・ラーセン（Sinéad Lausen）
スカイ・ラーセンの母親。大病を患いロンドン市内の病院に入院していたが、スカイにより強引に退院。その後、病気の悪化により死亡するもスカイに意識をデータ化されてニューラルマッピングの実験台にさせられてしまい、感情などのデータを削除されてハウスAIに作り替えられる。ナウトの依頼を受けてスカイの自宅に侵入したプレイヤーに限られたワードを駆使しながらコンタクトしてくる。

## 用語

### ハッカー集団
デッドセック（DedSec）
国際的なハッカー集団。本作で登場するのは、ロンドンを拠点に活動している「デッドセック・ロンドン（DedSec LDN）」。敵対ハッカー集団「ゼロデイ」の罠にかかり、テロリスト集団の烙印を押されてしまうと同時に壊滅的被害を被り、リーダーのザビーネが潜伏、プレイヤーをアシストするAI「バグリー」はシャットダウンされた状態から再起を図ることになる。作中では、本拠地アメリカのヒューストンやカナダ国内のトロントでも活躍していることが判明している。
ゼロデイ（Zero Day）
突如現れた謎のブラックハッカー集団。ロンドンの破壊を目的としており、その罪をデッドセックに着せた。以後、ロンドンの各地で暗躍している。
404
ナウトがリーダーを務めるホワイトハッカー集団。ダークウェブ上で活動し、デッドセックと似たような社会的な主張や抗議をしている。世界を変えたいならだれでも歓迎するというのが理念で、「特権を許さない」のが信条である。ナウトの言動から、デッドセックの事は、世間に関係なく好印象を持っている。

### 政府・警察関係
アルビオン・セキュリティー（ALBION Security）
英国政府と無期限の治安維持契約を締結している民間軍事企業（PMC）。CEOはナイジェル・キャスが務める。作中冒頭の爆破事件を機に信用を大きく失墜させた従来の警察組織（ロンドン警視庁）に代わりロンドン市内の治安維持を委託されているが、一方でアルビオン社従業員の賄賂や汚職、市民への暴行や非合法な逮捕監禁など虐待が横行している。直接アルビオン社に雇用されている隊長クラスの管理職やリクルーター等の従業員のほか、アルビオン社の下請け企業に所属する従業員などもいる。ロンドン市内での本拠地は、テムズ川の傍に立つロンドン塔（ホワイト・タワー）である。
ロンドン警視庁（Metropolitan Police）
多くの犠牲者を出した爆破事件を未然に防ぐことができなかったため英国政府・ロンドン市民の信用を失っている状態となっている。警察署や警察車両、職員の多くをアルビオン社に引き抜かれた上に、職員の新規採用も停止状態である等事実上の機能停止状態となっている。作中ではバッキンガム宮殿敷地内とニュースコットランドヤード等の警察署の内部、テムズ川の周辺で一部の警察官が近衛兵やアルビオン社従業員と共に警備に就いているのみにとどまっている。
SIRS（Signal Intelligence Response Service）
通信情報対応局。現在実在する「SIS」に代わるイギリスの情報機関。ウェストミンスター地区に本部を構えている。スーパーコンピューター「フィラメント」を使って、常にプライバシー無視でロンドン市民を監視している。諜報エージェンシーは、MI5、MI6、GCHQなどの組織がある。
ctOSの監視データを使用して市民を監視し、大規模テロ等の脅威を発見するとそこにアルビオンを派遣し、脅威を排除させる。その際、必要があれば、アルビオンに殺傷力のある武器の使用を許可する。

### 民間企業
ブルーム社（Blume Corporation）
シリーズを通して登場するシカゴに本社を置く超巨大IT企業。本作では、ロンドン市内に「ブルーム・コンプレックス」と呼ばれるデータセンターを有する社建造物があり、「ctOS 3.0」をロンドン市内で展開している。
ブロカ・テック（BROCA TECH）
AI開発で名を上げる世界最大手のソフトウェア企業。CEOであるスカイ・ラーセンが、僅か25歳の時に起業した。起業当初はそれほど知名度はなかったが、ラーセンが開発したAI「バグリー」をブルーム社に売却したのがきっかけで世界的グローバル企業に上り詰め、以来ブルームとは提携関係である。
タイディス社（Tidis Corporation）
ロボット・ドローンの開発で名を挙げる大手機械メーカーで、前作に引き続き登場する。キャスが推し進めている「テミス・プロジェクト」の要である「テミス・ドローン」の開発にも携わっている。
GBB（Global British Broadcasting）
カムデン区に本社を置く公共放送。街中をドローンが巡回して広報活動と映像の撮影をしている他、プレイヤーがメインミッションなどをクリアするとニュースとして報道される。作中設定ではブレグジット後に民営化されたと言及されている。かつては「世界で最も偉大な公共放送局」として賞賛されていたが、バグリーに「すげぇクソ」と評価されるほどの放送局に成り下がっている。

### 技術用語
ctOS 3.0（シー・ティー・オーエス 3.0）
シリーズを通して登場するブルーム社の開発するオペレーティングシステム。本作では、前作の「2.0」からさらなる改良が加えられ、オプティック・デバイスや自動運転車にも対応したネットワーク環境を構築しており、13年の時を経て「3.0」のナンバーリングが付けられている。
フィラメント
情報機関SIRSが所有するスーパーコンピュータ。ウェストミンスター地区にある本部に設置されている。ctOSネットワークから情報を抜き取ることができ、市民、政府、市販端末などイギリス中のデバイスの記録を瞬時に調べ上げることができる。
スパイダーボット（Spider Bot）
手のひらサイズの遠隔操縦式蜘蛛型ロボット（足が6本なので厳密には蜘蛛ではない）。小さいためダクトや床下などに入り込むことができ、ETOやテックの回収やctOSハブへのインタラクトができる。
デッドセックの所有するものはテーザーガンを内蔵しており、敵のテイクダウンを行うこともできる。
ETO
作中で使われている架空の通貨で、分散型台帳技術ブロックチェーンを利用した匿名性の高い暗号通貨とされている。メインミッションやサイドミッションのクリア報酬のほかにもマップ内に置かれていたり、投資をしてETOを得るスキルを持つキャラクターを採用したりすることで入手できる。作中のショップで販売されている衣服や靴、カバンなどの購入のほか、車両や武器のスキンペイント変更に使用できる。ポンドの価値が四半期で10パーセント近く暴落し、暗号通貨（ETO）の方が相対的に価値が安定していたことをきっかけに、よりロンドン市民に広く使われるようになった。ポンドを保護しておきたい英国政府とイングランド銀行の思惑により法律上は「非合法の通貨」と指定されているが、決済手段として広く広まってしまっており誰も守ってはいないと作中言及されている。
オプティック・デバイス（Optik Device）
これまでのシリーズにおけるスマートフォンのようなもので、利用者は右耳にインプラントが埋め込まれており、そこにデバイスのヘッドセット（SDカードほどの大きさのアタッチメント）を装着すると、情報や映像を視覚、聴覚として投影できるなどAR（拡張現実）の技術が取り入れられている。作中の設定としてはパスポートなどの身分証明書としての機能とロンドン地下鉄などの乗車券の代わりにもなり、オプティックデバイスを所持していない人物は犯罪者とみなされ処罰の対象になると言及されている。

### その他
クラン・ケリー（Klan Kelley）
ロンドン市内を拠点に活動している犯罪組織。組織のボスはメアリー・ケリー。街のいたるところでクラン・ケリーのロゴの入ったパーカーとキャップをかぶった下っ端構成員がいることもあってか、市民からはチンピラ呼ばわりされている。本拠地であるサンドストーンレジデンスで、メアリーの指示のもと人身売買・臓器売買のほか国外からの武器の密輸や違法薬物の売買等を行っている。
デイブレイク計画（Project DAYBREAK）
スカイ・ラーセンが社を挙げて取り組んでいるあるサービスのプロジェクト。その内容はラーセンが研究していた「ニューラル・マッピング」の一般普及で、人の脳をスキャンし、ニューラルマップ（脳意識データ）をクラウドにアップロードすることを目的としている。ラーセン曰く、苦しみや死などから解放され、永遠の自由を手に入れられると謳っている。
テミス・プロジェクト（THEMIS Project）
ナイジェル・キャスが掲げるプロジェクト。最新型ドローン「テミス・ドローン」による新たな防衛システムを謳っているが、正体はヘイミッシュ・ボラージが開発したライフスコアのアルゴリズムを基に、スキャンで脅威とみなした相手を速やかに排除、つまり殺戮を行うもので、キャスの歪んだ正義感を具現化したプロジェクトだった。

## ティッピングポイント シネマティックトレーラー
YouTubeで公開されている本作のドラマ風の予告編（メイキング動画も公開されている）。本作のコンセプトを基に独自解釈で制作された約4分の3Dアニメーション作品。制作を担当したアルベルト・ミエルゴは、実写映像とアートを取り入れた独特の作風が特徴で、本作ではストリートアートが取り入れられている。また本作品で音楽に起用されているKillawattは、後にミエルゴの短編である「彼女の声（JIBARO）」でも起用された。

### 登場人物
デイビッド・フォード（David Ford）（日本語吹替 - 青山穣）
旧式のブラックキャブを転がすタクシードライバーの男性（ゲーム本編ではAIによる自動運転技術の普及で衰退しているため、職業として成り立っていない）。43歳。劇中のナレーションも彼によるもの。
デッドセックメンバー（女性）（DEDSEC Menber"Female"）
序盤からアルビオンに追われているデッドセックメンバー。マスクをかぶっているため確認できないが、声やセリフから女性だとわかる。

### スタッフ
- 原案：UBISOFT
- 監督・製作：Alberto Mielgo
- 音楽：Killawatt「Excessive Hyperbole (Original Mix)」